# Gliocladium catenulatum
Gliocladium catenulatum is een natuurlijk voorkomende bodemschimmel die gebruikt wordt als biologisch fungicide, onder meer voor het voorkomen van fusariumrot en wortelphytophthora. Hiervoor wordt de stam G. catenulatum J1446 gebruikt, die in het laboratorium wordt gekweekt en oorspronkelijk werd geïsoleerd uit bodemstalen afkomstig van verschillende plaatsen in Finland. Het is een poeder dat, gemengd met water, wordt verspoten over de planten of dat in de bodem wordt ingebracht. Het koloniseert de bladeren en wortels en verhindert zo dat ze aangevallen worden door schimmelziekten. Het is in de Europese Unie toegelaten sedert 1 april 2005. Het wordt geproduceerd door het Finse bedrijf Verdera (vroeger Kemira Agro) en verkocht onder de merknaam Prestop. Het kan worden gebruikt op vele soorten groenten, kruiden, aardbeien en sierplanten. Het is onschadelijk voor planten, dieren en mensen. Het mag gebruikt worden in de biologische landbouw.